# Mario Haas
Pour les articles homonymes, voir Haas.
Mario Haas est un footballeur international autrichien né le 16 septembre 1974 à Graz qui évolue au poste d'attaquant.
Haas a marqué sept buts lors de ses quarante-trois sélections avec l'équipe d'Autriche entre 1998 et 2007.

## Carrière
- 1992-1999 :  SK Sturm Graz
- 1999-2001 :  RC Strasbourg
- 2001-2005 :  SK Sturm Graz
- 2005-déc. 2006 :  JEF United Ichihara
- jan. 2007-déc. 2012 :  SK Sturm Graz

## Palmarès

### En équipe nationale
- 43 sélections et 7 buts avec l'équipe d'Autriche entre 1998 et 2007.

### Avec le Sturm Graz
- Vainqueur du Championnat d'Autriche en 1998 et 1999.
- Vainqueur de la Coupe d'Autriche en 1996, 1997 et 1999.
- Vainqueur de la Supercoupe d'Autriche en 1996, 1998 et 1999.

### Avec JEF United
- Vainqueur de la Coupe de la Ligue japonaise en 2005 et 2006.